# Amphinema krampi
Amphinema krampi is een hydroïdpoliep uit de familie Pandeidae. De poliep komt uit het geslacht Amphinema. Amphinema krampi werd in 1956 voor het eerst wetenschappelijk beschreven door Russell. 